# Pardosa semicana
Pardosa semicana är en spindelart som beskrevs av Simon 1885. Pardosa semicana ingår i släktet Pardosa och familjen vargspindlar. Inga underarter finns listade i Catalogue of Life.